# Alessandro Casillo
Alessandro Andrea Casillo (Assago, 15 giugno 1996) è un cantante italiano.
Lanciato nel 2010 dal talent show di Canale 5 Io canto, nel 2012 ha vinto la sessantaduesima edizione del Festival di Sanremo nella categoria Giovani, con il brano È vero (che ci sei).
Dal 2021 si presenta con il nome d'arte di Arco.

## Biografia
Nato ad Assago da genitori originari della Campania, vive a Buccinasco. Nel 2010, all'età di 14 anni, partecipa al programma televisivo Io canto nella seconda edizione condotto da Gerry Scotti. Durante il programma entra a far parte del gruppo Gimme Five, boy band della trasmissione, ed emerge poi come solista.
Il 31 maggio 2011 è uscito il suo primo EP intitolato Raccontami chi sei e pubblicato dalla RTI Music. L'EP contiene cinque brani scritti dai fratelli Matteo, Emiliano e Maurizio Bassi. Uno dei brani dell'EP era stato presentato in anteprima il 28 maggio ai Wind Music Awards dove Casillo era stato premiato con una targa di partecipazione.
Nel 2011 partecipa alla terza edizione di Io canto, vincendo sette puntate su dieci come solista ed una con la boyband. A questa edizione si classifica secondo e ottiene il premio della fondazione Mike Bongiorno Bravo Bravissimo.
È stato il vincitore del Festival di Sanremo 2012 nella sezione "Giovani" (quell'anno chiamata Sanremo Social) con il brano È vero (che ci sei). Al momento della premiazione, il quindicenne Casillo non è potuto salire sul palco in quanto, secondo il Decreto Legislativo (Dlgs) 4 agosto 1999 n. 345, i minorenni non possono lavorare in televisione dopo la mezzanotte. Ha ricevuto quindi il premio il giorno successivo, durante la finale.
Il 15 febbraio 2012 è stato pubblicato il suo album di debutto È vero, contenente nove brani inediti ed una cover di Tarzan Boy dei Baltimora.
Il 5 maggio 2012 partecipa all'evento TRL Awards 2012 a Firenze. Durante l'estate 2012 inizia a girare per l'Italia facendo i suoi mini-live. Ha inoltre fatto da opening act ad un concerto di Noemi del RossoNoemi tour.
Nel dicembre del 2012 esce il suo nuovo singolo Si lo so. Nello stesso mese ci sono due concerti, uno a Milano e l'altro a Roma, chiamati Christmas Party.
Nel 2013 partecipa nella categoria "Giovani" al Summer Festival con il brano Io scelgo te, ma non riesce a vincere.
Partecipa come ospite alla quarta edizione di Io Canto, in cui presenta il suo nuovo singolo Niente da perdere, che anticipa l'uscita del suo nuovo album.
Nel gennaio del 2014 esce il suo nuovo album #Ale che debutta alla posizione numero 2 della classifica italiana. Alessandro Casillo nel 2014, partecipa a "Next Generation 2.0", questo premio speciale, volto a premiare una nuova voce della musica italiana, è stato deciso attraverso una votazione online, da cui prima sono stati selezionati tre artisti che si sono esibiti sul palco dei Music Awards. Il risultato delle votazioni è stato comunicato sul profilo Facebook dell'evento il 29 maggio 2014. Il cantante si piazza al 2º posto della classifica finale. Il 26 giugno esce a sorpresa il nuovo video del singolo Fuoco nell'Antartide, brano con cui partecipa tra i big al Summer Festival 2014.
Dopo diversi anni di assenza dalle scene, il 1º giugno 2018 pubblica il singolo Ancora qui e nello stesso anno partecipa alla diciottesima edizione di Amici di Maria De Filippi, ritirandosi a poche settimane dall'inizio del serale.
Il 14 maggio 2019 pubblica il suo nuovo singolo Hasta Luego, primo estratto del nuovo album, scritto da Francesco Catitti, Marco Canigiula, Marco Di Martino, Francesco Sponta e lo stesso Alessandro. Il 17 maggio 2019 è uscito il suo terzo album XVII.
Il 5 novembre 2019 ha pubblicato L'età dalla mia parte, racconto autobiografico della sua vita, partendo dagli esordi fino ad arrivare ai giorni nostri.
Dal 2021 si esibisce con il nome di Arco.
Nel 2024 è coautore della canzone Valore di Chiara Galiazzo.

## Discografia
Album in studio
- 2012 - È vero
- 2014 - #Ale
- 2019 - XVII

EP
- 2011 - Raccontami chi sei

Singoli
- 2012 - È vero (che ci sei)
- 2012 - Mai
- 2012 - Sì lo so
- 2013 - Io scelgo te
- 2013 - Niente da perdere
- 2014 - Ci credo ancora
- 2014 - L'amore secondo Sara
- 2014 - Fuoco nell'Antartide
- 2018 - Ancora qui
- 2019 - Perché non Amici
- 2019 - Hasta Luego
- 2020 - After
- 2021 - Eclissi
- 2021 - Divieto di sosta

## Opere
- Tutto il mio mondo, Fabbri Editori, 2014
- L'età dalla mia parte, Deagostini, 2019